# ستيفن نيستروم
ستيفن نيستروم (بالنرويجية البوكمول: Steffen Nystrøm)‏ هو لاعب كرة قدم نرويجي في مركز الوسط، ولد في 1 يوليو 1984 في شيركنيس في النرويج. شارك مع منتخب النرويج تحت 21 سنة لكرة القدم ومنتخب سامي لكرة القدم. أما مع النوادي، فقد لعب مع ترومسو إيدريتسلاغ ونادي سترومسغودست ونادي فريدريكستاد.

## وصلات خارجية
- ستيفن نيستروم على موقع اتحاد النرويج (النرويجية)
- ستيفن نيستروم على موقع قاعدة بيانات كرة القدم.إي يو (الإنجليزية)
- ستيفن نيستروم على موقع Soccerway.com (الإنجليزية)
- ستيفن نيستروم على موقع AS.com (الإسبانية)